# Gustave Flaubert
Gustave Flaubert (Ruan, 12 de diciembre de 1821-Croisset, 8 de mayo de 1880) fue un escritor francés.  Se le ha considerado el máximo exponente del realismo literario en su país y en el extranjero. Considerado uno de los mejores novelistas universales, es conocido principalmente por su novela Madame Bovary—una representación realista de la vida burguesa, que condujo a un juicio por la supuesta inmoralidad de la novela—, por su Correspondencia y además de ello por su escrupulosa devoción a su arte y su estilo y estética, cuyo mejor ejemplo fue su interminable búsqueda de le mot juste (‘la palabra exacta’).  Según el teórico literario Kornelije Kvas, «en Flaubert, el realismo busca la perfección formal, por lo que la presentación de la realidad tiende a ser neutral, enfatizando los valores y la importancia del estilo como método objetivo de presentar la realidad».  El célebre cuentista Guy de Maupassant fue un protegido de Flaubert.

## Biografía
Gustave Flaubert fue el segundo hijo de Achille Cléophas (1784-1846) y de Anne Justine, de soltera Fleuriot (1793-1872). Su padre, cirujano jefe del Hospital de Ruan, sirvió como modelo para el personaje del doctor Larivière en Madame Bovary. Su madre estaba emparentada con algunas de las más antiguas familias de Normandía.
El 15 de mayo de 1832 ingresó en el Colegio Real de Ruan, donde cursó octavo grado. Siguió sus estudios en el colegio y el instituto de Ruan sin demasiado entusiasmo. En el colegio era considerado un irresponsable. Sin embargo, se inició en la literatura a la edad de once años. Durante el verano de 1836 conoció a Élisa Schlésinger en Trouville. Este encuentro lo marcó bastante, cosa que reflejó posteriormente en su novela La educación sentimental.

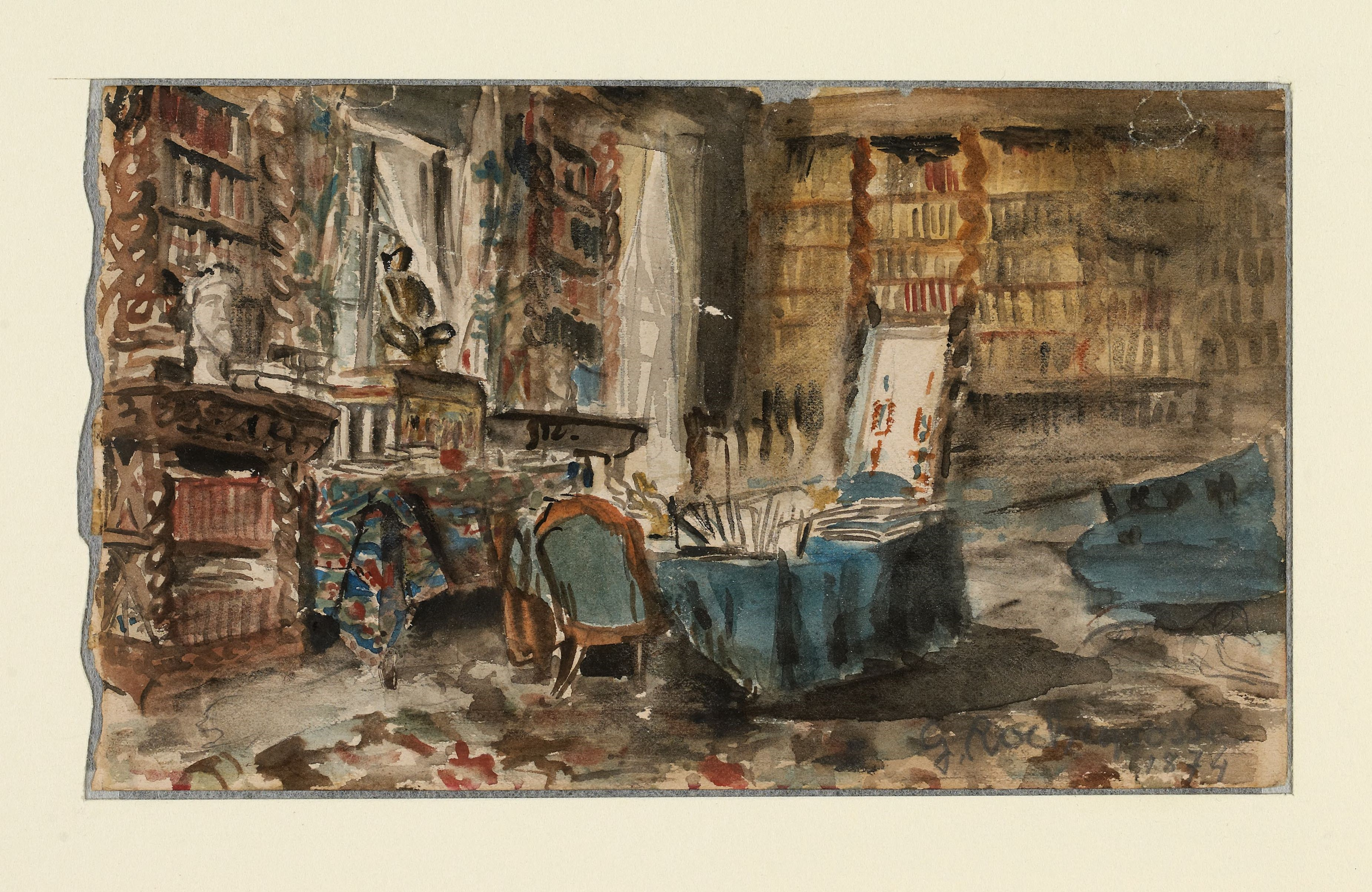
Gabinete de trabajo de Gustave Flaubert en Croisset, por Georges-Antoine Rochegrosse.

Licenciado en 1839, en agosto de 1840 superó el examen de baccalauréat (bachillerato). En el sorteo para el servicio militar resultó exento, e inició entonces sin demasiada convicción los estudios de Derecho en París. En su juventud Flaubert estaba lleno de vigor y, a pesar de su timidez, poseía una cierta gracia, era muy entusiasta e individualista y aparentemente no tenía ninguna ambición. Conoció a Víctor Hugo. A finales de 1840, viajó por los Pirineos y Córcega. De vuelta a París perdía el tiempo soñando despierto, viviendo de las rentas que le proporcionaba su patrimonio. En junio de 1844, Flaubert, que amaba el campo y detestaba la ciudad, dejó los estudios de Derecho con el pretexto de reponerse de un acceso de epilepsia, mal que siempre se esforzó en ocultar, y abandonó París para regresar a Croisset, cerca de Ruan, donde vivió con su madre y más tarde con su sobrina. Esta propiedad, una casa en una agradable parcela a orillas del Sena, fue el hogar de Flaubert hasta el final de sus días. Aquí es también donde comenzó sus primeras obras literarias, por ejemplo la primera versión de La educación sentimental.
En 1846 murieron su padre y su hermana, dos meses después de que enfermaran. Flaubert se hizo cargo de su sobrina. Comenzó una tormentosa relación con la poeta Louise Colet que duró diez años y de la que resultó una importantísima correspondencia. Las cartas que le dirigió fueron preservadas y, según Emile Faguet, esta relación fue el único episodio sentimental de importancia en la vida de Flaubert, que nunca se casó.
En París asistió a la Revolución de 1848, que observa con una mirada muy crítica (como en La educación sentimental). Durante el Segundo Imperio francés frecuentó los salones parisinos más influyentes y entre otros se relacionó con George Sand.

## Carrera literaria
Entre el 24 de mayo de 1848 y el 12 de septiembre de 1849, escribió la primera versión de La tentación de San Antonio. En esa época su mayor amigo fue Máxime du Camp (1822-1894), con el que recorrió la región de Bretaña en 1846 y realizó un largo viaje (1849-1851) en el que recorrió Italia, Grecia, Egipto, Jerusalén y Constantinopla. Este viaje causó una gran impresión en la imaginación de Flaubert. Desde entonces, y salvo ocasionales visitas a París, no volvió a abandonar Croisset.
De regreso de su viaje a Oriente, en 1851 empezó a escribir Madame Bovary. Anteriormente había escrito la novela La tentación de San Antonio, pero no quedó contento con el resultado. Necesitó 56 meses para escribir Madame Bovary, que fue publicada por primera vez en formato de folletín en la Revue de Paris, en 1857. Las autoridades iniciaron acciones legales contra la editorial y el autor, acusados de atentar contra la moralidad, pero fueron declarados inocentes, a diferencia de Baudelaire, a quien el mismo tribunal había condenado por las mismas razones por su obra Las flores del mal, publicada también ese mismo año.
Cuando Madame Bovary apareció en formato de libro recibió una cálida acogida. Flaubert pudo costearse una visita a Cartago entre los meses de abril y junio de 1858, a fin de documentarse para su próxima novela, Salambó, que no terminó hasta 1862, a pesar de su trabajo ininterrumpido.

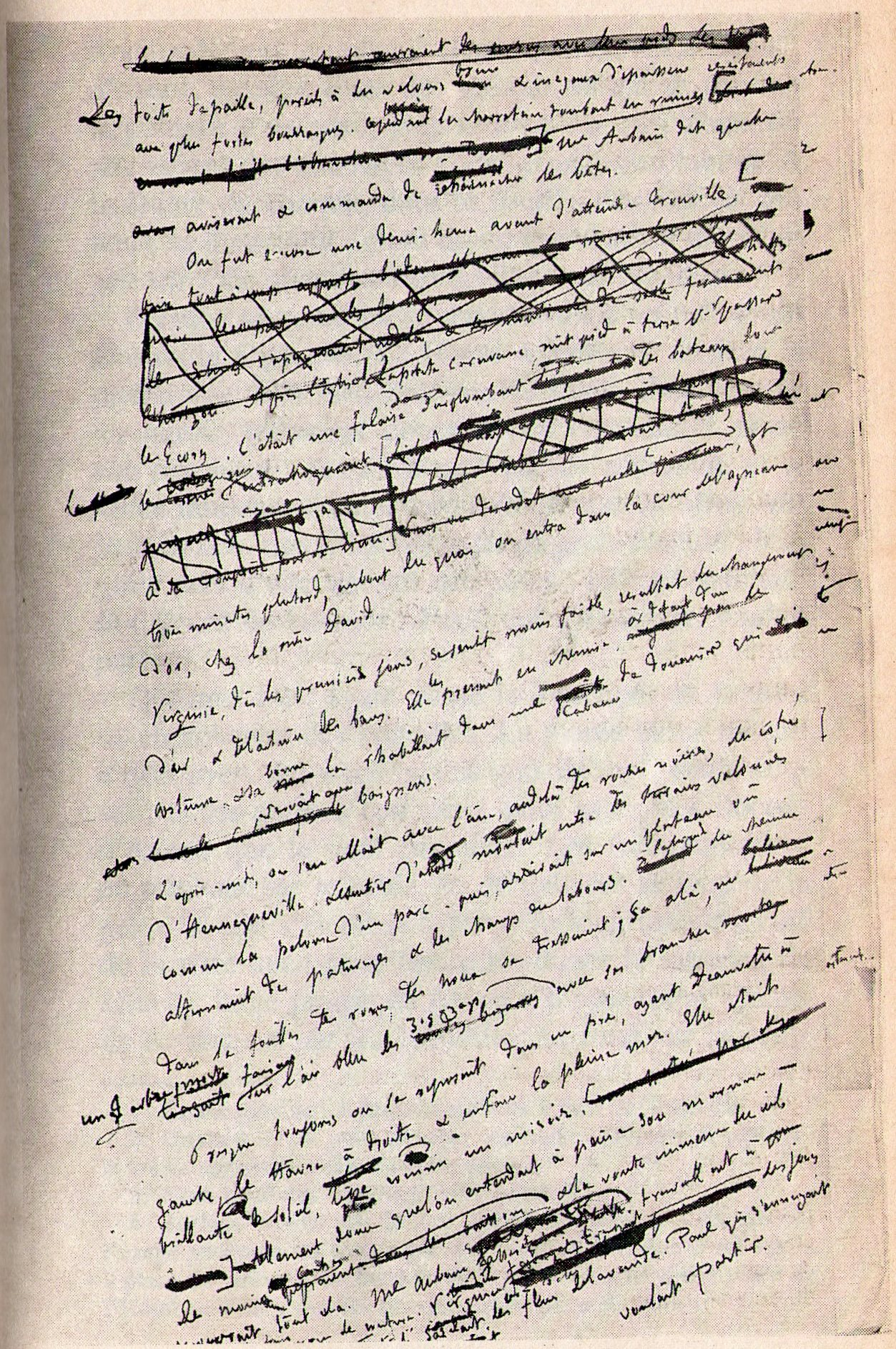
Página manuscrita de «Un corazón simple» (Tres cuentos).

Retomó entonces el estudio de las costumbres de su época y, utilizando muchos de sus recuerdos de su juventud e infancia, el 1 de septiembre de 1864 comenzó a escribir la segunda versión de La educación sentimental, que fue publicada en 1869 por la editorial Michel Lévy. Durante la Guerra franco-prusiana en 1870, soldados prusianos ocuparon su casa. Flaubert comenzó entonces a padecer enfermedades nerviosas.
La muerte o la incomprensión lo alejaron de sus amistades. En 1872 perdió a su madre, y su hasta entonces buena situación económica empeoró. Su sobrina, Mme. Commonville, cuidaba de él. En ese momento, entabló una relación de íntima amistad con George Sand, con la que mantuvo una correspondencia de inmenso interés artístico, y de vez en cuando se veía con sus conocidos parisinos, Émile Zola, Alphonse Daudet, Iván Turguénev, Edmond Rostand y Jules Goncourt; pero nada indicaba la proximidad de la muerte de Flaubert, sumido en la desolación y la melancolía. Sin embargo, no dejó de trabajar con la misma entrega de antaño. La tentación de San Antonio, de la que en 1857 se publicaron algunos fragmentos, fue por fin concluida y publicada por la editorial Charpentier en 1874. En ese año recibió un gran desengaño a causa del fracaso de su obra de teatro El candidato.
En 1877 Flaubert publicó en la editorial Charpentier Tres cuentos («Un corazón sencillo», «La leyenda de San Julián el Hospitalario» y «Herodías»). Pasó el resto de sus días trabajando incansablemente en una sátira de la futilidad del conocimiento humano y la omnipresencia de la mediocridad, que había iniciado en el periodo 1872-1874, para luego dejarla abandonada y retomarla en 1877, pero que finalmente dejó inacabada. Se trata de su deprimente y desconcertante Bouvard y Pécuchet, publicada póstumamente en marzo de 1881 por la editorial Lemerre y que Flaubert consideraba que iba a ser su obra maestra.
Flaubert envejeció rápidamente a partir de 1870, y parecía un anciano cuando falleció en 1880, a la edad de 58 años. Murió de una hemorragia cerebral en Croisset, pero fue enterrado en el panteón familiar del cementerio de Ruan. En 1890 se inauguró en el museo de Ruan un monumento de Henri Chapu dedicado a Flaubert.
El carácter de Flaubert ofrecía varias peculiaridades. Era tímido e incluso extremadamente sensible y arrogante, pasaba del silencio absoluto a una vergonzosa y ruidosa verborrea; oscilaba entre una desesperación poco menos que nihilista y una vitalidad y joie de vivre casi rabelesiana. Tenía una gran tendencia a la soledad y el retraimiento social. Las mismas incoherencias marcaban su físico; tenía una fisonomía robusta pero padeció epilepsia desde la infancia; asimismo era un neurótico obsesionado con la escritura, pretexto de sus depresiones y de sus entusiasmos, cuando comentaba algunas de las páginas más felices de los clásicos. Su odio antiburgués comenzó en su infancia y se convirtió en una especie de monomanía, especialmente visible en su última obra, el Bouvard y Pécuchet. Despreciaba la vulgaridad, la mediocridad, el adocenamiento, el materialismo del burgués, y además sus hábitos, su falta de inteligencia y su desprecio a la belleza.
Flaubert era un fetichista con los botines de mujer, como se referencia en La Orgía Perpetua, de Mario Vargas Llosa.

## Obras

### Novelas
- 1856: Madame Bovary
- 1862: Salambó (Salammbô)
- 1869: La educación sentimental (L'éducation sentimentale)
- 1881: Bouvard y Pécuchet (Bouvard et Pécuchet)

### Cuentos
- 1877: Tres cuentos (Trois contes)
- 1901: Memorias de un loco (Mémoires d’un fou)
- 1910: Noviembre. Fragmentos de un estilo cualquiera (Novembre)

### Teatro
- 1874: El candidato (Le candidat)

### Otros
- 1874: La tentación de San Antonio (La tentation de Saint Antoine)
- 1913: Diccionario de las ideas recibidas (Dictionnaire des idées reçues).

## Legado
Flaubert fue contemporáneo de Baudelaire, y como él, ocupa una posición clave en la literatura del siglo XIX. En su época fue rechazado por razones morales y admirado por su fuerza literaria al mismo tiempo. En la actualidad es considerado como uno de los mayores novelistas de su siglo. Se sitúa entre la generación romántica, la generación realista de Stendhal y Balzac y la generación naturalista de Zola y Guy de Maupassant. Su preocupación e interés por el realismo y la estética de sus obras justifica el largo trabajo de elaboración de cada una de sus obras: somete a prueba sus textos leyéndolos en voz alta, la famosa prueba del «gueuloir».
En la valoración del crítico James Wood:
Los novelistas deberían agradecer a Flaubert como los poetas agradecen a la primavera; todo vuelve a empezar con él. Realmente hay un tiempo antes de Flaubert y un tiempo después de él. Flaubert estableció de forma decisiva lo que la mayoría de los lectores y escritores consideran la narración realista moderna, y su influencia es casi demasiado familiar para ser visible. Apenas se destaca de la buena prosa que favorece el relato y el detalle brillante; que privilegia un alto grado de notoriedad visual; que mantiene una compostura no sentimental y sabe retirarse, como un buen valet, de los comentarios superfluos; que juzga lo bueno y lo malo con neutralidad; que busca la verdad, aun a costa de repelernos; y que las huellas del autor en todo esto son paradójicamente, rastreables pero no visibles. Se puede encontrar algo de esto en Defoe o Austen o Balzac, pero no todo hasta Flaubert.
Como escritor, además de puro estilista, Flaubert fue casi a partes iguales romántico y realista. De ahí que miembros de diversas escuelas, especialmente realistas y formalistas, hayan rastreado sus orígenes en su obra. La exactitud con la que adapta sus expresiones a su propósito puede verse en todas las partes de su obra, especialmente en los retratos que hace de las figuras de sus principales romances. El grado en que la fama de Flaubert se ha extendido desde su muerte presenta «un interesante capítulo de la historia literaria en sí mismo». También se le atribuye la difusión de la popularidad del color Ciprés de Toscana, un color mencionado a menudo en su obra maestra Madame Bovary.
El estilo de escritura delgado y preciso de Flaubert ha tenido una gran influencia en escritores del siglo XX como Franz Kafka y J. M. Coetzee. Como Vladimir Nabokov comentó en su famoso ciclo de conferencias:
La mayor influencia literaria sobre Kafka fue la de Flaubert. Flaubert, que detestaba la prosa bonita, habría aplaudido la actitud de Kafka hacia su herramienta. A Kafka le gustaba extraer sus términos del lenguaje del derecho y de la ciencia, dándoles una especie de precisión irónica, sin intrusión de los sentimientos privados del autor; éste era exactamente el método de Flaubert a través del cual lograba un singular efecto poético. El legado de sus hábitos de trabajo puede describirse, por lo tanto, como la preparación del camino hacia una forma de escribir más lenta e introspectiva.
La publicación de Madame Bovary en 1856 fue seguida por más escándalo que admiración; al principio no se comprendió que esta novela era el comienzo de algo nuevo: el retrato escrupulosamente veraz de la vida. Poco a poco, este aspecto de su genio fue aceptado, y comenzó a desplazar a todos los demás. En el momento de su muerte, era considerado como el realista francés más influyente. Bajo este aspecto, Flaubert ejerció una extraordinaria influencia sobre Guy de Maupassant, Edmond de Goncourt, Alphonse Daudet y Émile Zola. Incluso después del declive de la escuela realista, Flaubert no perdió prestigio en la comunidad literaria; sigue atrayendo a otros escritores por su profundo compromiso con los principios estéticos, su devoción por el estilo y su infatigable búsqueda de la expresión perfecta.
Sus Obras completas (8 vols., 1885) se imprimieron a partir de los manuscritos originales, e incluían, además de las obras ya mencionadas, las dos obras de teatro Le Candidat y Le Château des cœurs. Otra edición (10 vols.) apareció entre 1873 y 1885. La correspondencia de Flaubert con George Sand se publicó en 1884 con una introducción de Guy de Maupassant.
Casi todas las grandes personalidades literarias del siglo XX han admirado a Flaubert o han escrito sobre él, incluyendo a filósofos y sociólogos como Michel Foucault, Roland Barthes, Pierre Bourdieu y Jean-Paul Sartre, este último cuyo retrato parcialmente psicoanalítico de Flaubert en El idiota de la familia fue publicado en 1971. Georges Perec nombró La educación sentimental como una de sus novelas favoritas. El novelista peruano Mario Vargas Llosa es otro gran admirador de Flaubert. Aparte de su ensayo de 1975 La orgía perpetua. Flaubert y Madame Bovary, dedicado exclusivamente al arte de Flaubert, se pueden encontrar lúcidas discusiones en las Cartas a un joven novelista de Vargas Llosa (2003). En una conferencia pública pronunciada en mayo de 1966 en la Kaufmann Art Gallery de Nueva York, Marshall McLuhan afirmó: «Todo mi conocimiento de los medios de comunicación lo obtuve de gente como Flaubert y Rimbaud y Baudelaire».
Con motivo del 198.º aniversario del nacimiento de Flaubert (12 de diciembre de 2019), un grupo de investigadores del CNRS publicó un modelo de lenguaje neuronal bajo su nombre.